# 布伦特·希利亚德
布伦特·希利亚德（英語：Brent Hilliard，1970年4月13日—），美国男子排球运动员。他曾代表美国国家队参加1992年夏季奥林匹克运动会排球比赛，获得一枚铜牌。他也曾参加1995年泛美运动会。